# باول ويلر
باول ويلر (بالإنجليزية: Paul Weller)‏ (6 مارس 1975 في المملكة المتحدة - ) هو لاعب كرة قدم بريطاني في مركز الوسط. لعب مع نادي بيرنلي ونادي روتشديل وليك تاون ‏ ونادي ستاليبريدج سيلتيك.

## وصلات خارجية
- باول ويلر على موقع قاعدة بيانات كرة القدم.إي يو (الإنجليزية)